# Alstonefield
Alstonefield – wieś w Anglii, w hrabstwie Staffordshire, w dystrykcie Staffordshire Moorlands. Leży 39 km na północny wschód od miasta Stafford i 211 km na północny zachód od Londynu. Miejscowość liczy 274 mieszkańców.